# Orchis olbiensis
Orchis olbiensis Reut. ex Gren., 1859 è una pianta appartenente alla famiglia delle Orchidacee.
L'epiteto specifico deriva dalla antica città romana di Olbia (oggi Hyères), da non confondere con la omonima città della Sardegna.

## Descrizione
È una pianta erbacea con fusto alto non più di 25–30 cm, verde alla base e porporino verso l'apice.
L'apparato radicale è costituito da due rizotuberi, tondeggianti o ellissoidi.
Le foglie, raggruppate alla base del fusto, sono oblungo-lanceolate, di colore verde, non maculate o minute punteggiature rosso-brune.
I fiori, di colore dal rosa al lilla, sono raggruppati in infiorescenze cilindriche formate da 6-12 fiori, più piccoli di quelli della sottospecie nominale. I sepali laterali, ovato-lanceolati, sono eretti, il mediano assieme ai petali, più piccoli, copre a casco il ginostemio. Il labello è trilobato, convesso in senso longitudinale, con lobo mediano più lungo dei laterali, con margine crenulato e con la parte basale più chiara e punteggiata da macchioline bruno-purpuree. Lo sperone è arcuato e ascendente.
Il ginostemio è corto, con antere di colore verde-rossastro e masse polliniche di colore verde scuro.
Fiorisce da marzo ad aprile.

## Biologia
Specie priva di nettare, attira gli insetti impollinatori (imenotteri dei generi Apis, Eucera, Andrena, Bombus e talora anche coleotteri) grazie all'aspetto del suo fiore che ricorda quello di altre specie nettarifere.

## Distribuzione e habitat
Questa specie è diffusa nella parte occidentale del bacino del Mediterraneo (Nordafrica, Portogallo, Spagna e Francia meridionale).
In Italia è presente solo nella Liguria occidentale.
Cresce in prati magri, garighe e radure boschive, con predilezione per i suoli calcarei, da 0 a 600 m di altitudine.